# Barbara Wieck
Barbara Wieck (Koserow, 26 februari 1951) is een atleet uit Duitsland.
Op de Olympische Zomerspelen in 1968 liep Wieck de 800 meter.
In Oost-Duitsland was ze zowel indoor als outdoor nationaal kampioene. Ook liep ze in 1969 in Athene een wereldrecord op de 800 meter.
Op het EK-indoor in 1969 werd ze Europees kampioene op de 800 meter.
Wieck huwde Olympisch kampioen Gerd Kische, waarvan ze later ook weer scheidde.